# Агия Параскеви (дем Агринио)
Вижте пояснителната страница за други значения на Агия Параскеви.
Агия Параскеви (на гръцки: Αγία Παρασκευή) със старо име до 1928 г. Зелихово (на гръцки: Ζελίχοβο) е планинско село в дем Агринио, Гърция, разположено на 550 м надморска височина на югзападните склонове на Панетолико.
Селяните му се занимават основно с градинарство и животновъдство. Селото е изходен пункт за планински туризъм.
В Мала Влахия (адм. ед. Етолоакарнания) има още две села със същото име, но те са доста малки – едното с 38 жители, а другото с 5 жители към 2011 г.